# Bechenheim
Bechenheim è un comune di 428 abitanti della Renania-Palatinato, in Germania.

Appartiene al circondario (Landkreis) di Alzey-Worms (targa AZ) ed è parte della comunità amministrativa (Verbandsgemeinde) di Alzey-Land.